# Política da República da China
A política da República da China (Taiwan) possui uma estrutura de república democrática representativa, onde o presidente é o chefe de Estado e o primeiro-ministro é o chefe de governo de um sistema multipartidário. A República da China (RC) atualmente administra a ilha de Taiwan, Penghu, Kinmen, ilhas Matsu e várias outras ilhas menores situadas no estreito de Taiwan, e ainda algumas ilhas na costa do Pacífico (em especial a Ilha Verde e a Ilha das Orquídeas).
Uma vez que a ilha de Taiwan compreende a maior parte da jurisdição atual da República da China, a palavra "Taiwan" é habitualmente usada como sinônimo de República da China, enquanto a palavra "China" é usada comumente para designar as áreas sob controle do Partido Comunista Chinês.
Até 1991, o governo da República da China era o sucessor do antigo governo da China continental, tendo sido exilado para a ilha de Taiwan depois da sua derrota em 1949 na Guerra Civil Chinesa pelo Partido Comunista da China. No início, foi adotado o sistema de partido único (Kuomintang, ou Partido Nacionalista), durante a lei marcial, para prevenir a difusão de políticas comunistas.
Atualmente, Taiwan reivindica algumas ilhas no Mar da China Meridional. Algumas dessas ilhas são mais afastadas, em particular as Ilhas Spratly (Nansha), no Mar da China Meridional, e as Ilhas Senkaku (Diaoyutai), no Pacífico, que são reivindicadas simultaneamente por vários outros países da região.

## Estatuto de Taiwan
O estatuto político de Taiwan é controverso, pois a República Popular da China considera Taiwan como parte do seu território soberano, e que a República da China é uma entidade extinta (logo, ilegítima). Segundo Chen Shui-bian, ex-chefe do executivo, Taiwan é sinônimo de República da China e, portanto, um estado independente e soberano. Todavia, o ex-presidente de Taiwan Ma Ying-jeou se mostrou aberto ao diálogo com a China Continental e, durante a sua administração, as relações entre as duas margens do estreito melhoraram.
Existe, deste modo, em Taiwan, um movimento independentista que pretende a criação de uma "República de Taiwan" em substituição à República da China. Ao mesmo tempo, existe também em Taiwan quem seja favorável à reunificação com a China sob um regime nacionalista democrático.

## Governo nacional

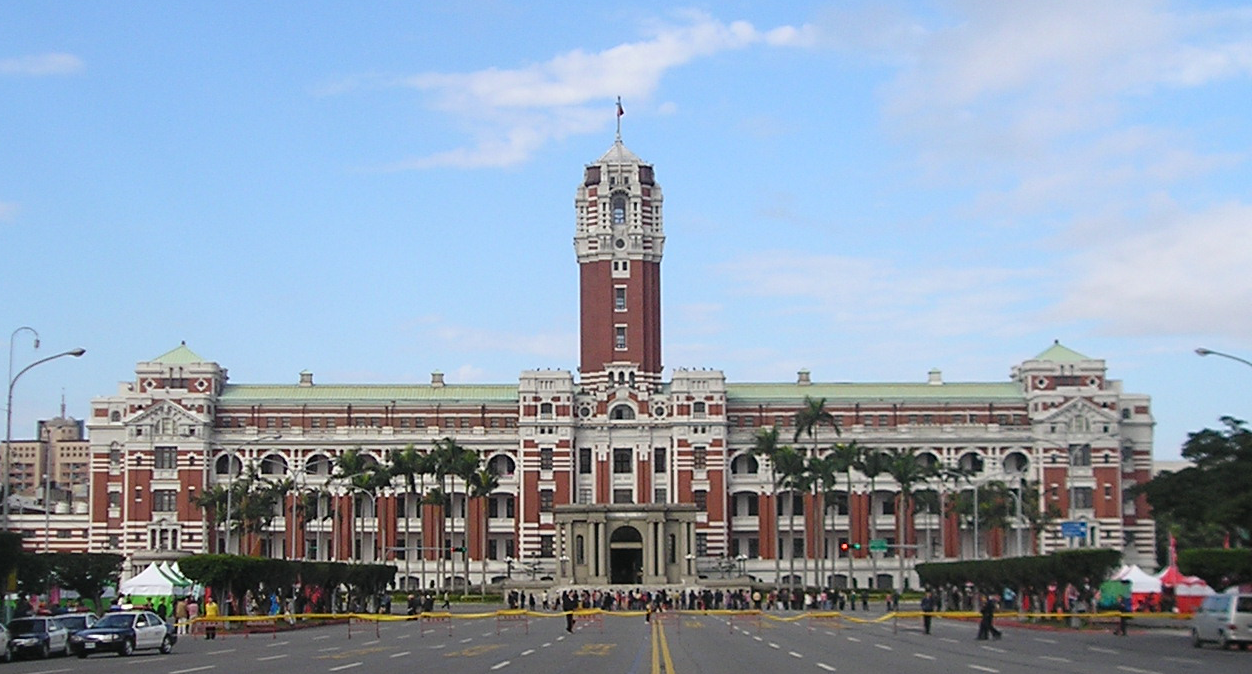
Palácio Presidencial de Taipei, sede do poder executivo.

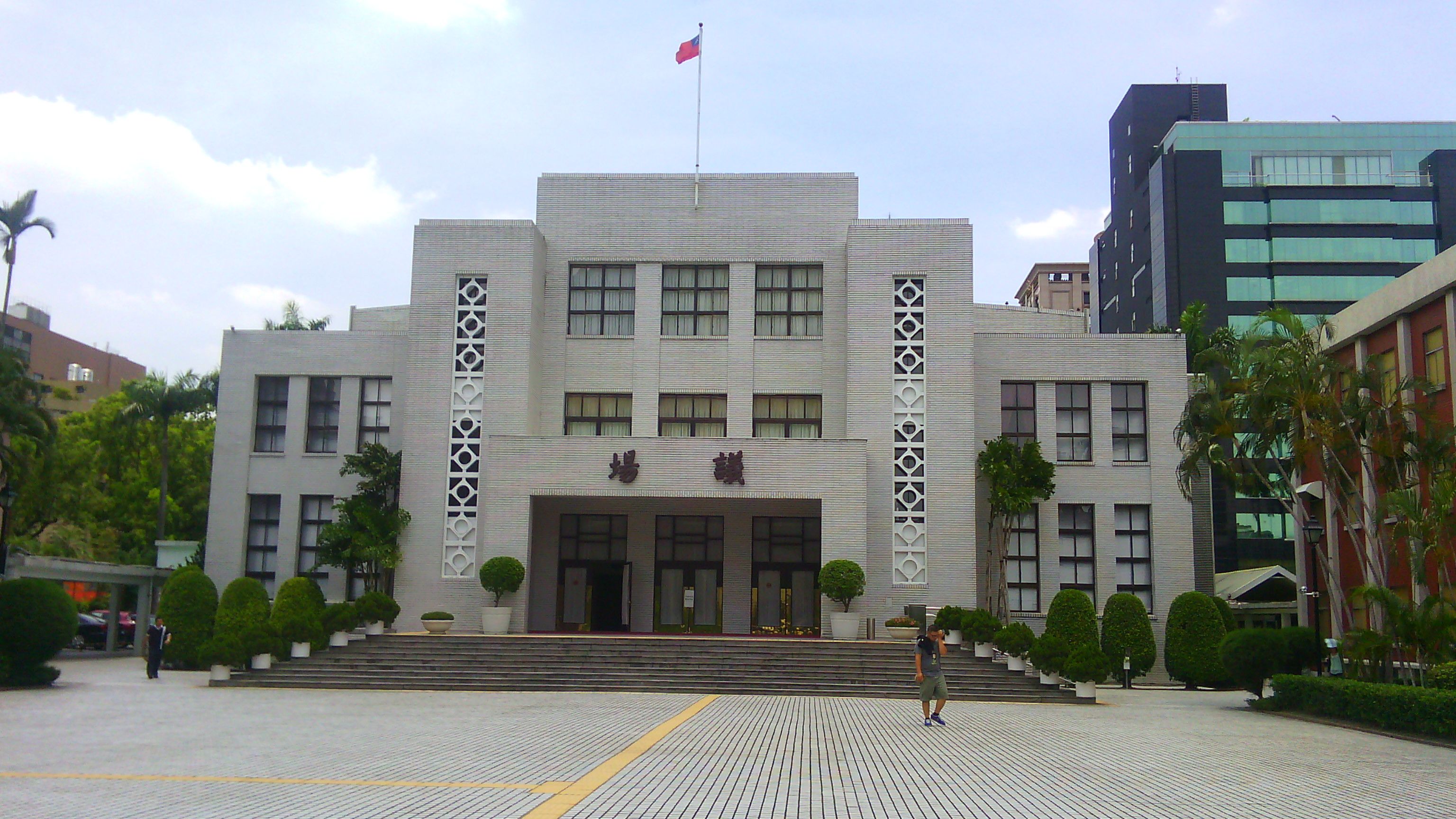
Yuan Legislativo, sede do poder legislativo.

### Presidência
O presidente é o chefe de Estado da República da China e comandante em chefe das Forças Armadas, além de ter autoridade sobre os cinco ramos administrativos (Yuan): Executivo, Legislativo, de Controle, Judiciário e de Exames.

### Assembleia Nacional
Em 2005, a Assembleia Nacional se aboliu permanentemente ao ratificar uma emenda da constituição aprovada pelo Yuan Legislativo. Hoje para aprovar uma emenda constitucional, são necessários três-quartos dos membros do Yuan Legislativo.

### Yuan Executivo
O Yuan Executivo compreende o primeiro-ministro, vice-primeiro-ministro e os membros do gabinete que são responsáveis pela política e administração. O primeiro-ministro é, oficialmente, o presidente do Yuan Executivo, sendo nomeado pelo Presidente da República.

### Yuan Legislativo
Após as emendas constitucionais que transferiam efetivamente todos os poderes da Assembleia Nacional ao Yuan Legislativo, tornou-se mais comum se referir ao Yuan Legislativo como o “Parlamento”.

### Yuan Judiciário
O Yuan Judiciário administra o sistema de tribunais da República da China. Ele inclui um conselho de 16 membros, chamado Conselho dos Juízes, que interpretam a constituição. Os juízes são nomeados pelo Presidente da República, com o consentimento do Yuan Legislativo.

### Yuan de Controle
O Yuan de Controle monitora a eficiência do serviço público e investiga casos de corrupção. Os 29 membros do Yuan de Controle são nomeados pelo Presidente e aprovados pelo Yuan Legislativo. A duração de cada membro no cargo é de seis anos. Nos últimos anos o Yuan de Controle se tornou mais ativo, realizando inúmeras investigações e destituições.

### Yuan de Exames
O Yuan de Exames funciona como uma comissão de serviço civil e inclui dois ministérios: o Ministério de Examinação, que recruta funcionários através de concurso, e o Ministério de Pessoal, que administra o serviço civil. O presidente do Yuan de Exames é nomeado pelo Presidente da República.